# Casbia didymosticta
Casbia didymosticta är en fjärilsart som beskrevs av Turner 1947. Casbia didymosticta ingår i släktet Casbia och familjen mätare. Inga underarter finns listade i Catalogue of Life.